# Bobby Orr Trophy
Bobby Orr Trophy – nagroda przyznawana każdego sezonu zwycięzcy konferencji wschodniej Ontario Hockey League. Trofeum zostało nazwane od imienia i nazwiska Bobby’ego Orra. Po raz pierwszy zostało przyznane w sezonie 1998–1999.

## Lista zwycięzców
- 1998–1999 – Belleville Bulls
- 1999–2000 – Barrie Colts
- 2000–2001 – Ottawa 67’s
- 2001–2002 – Barrie Colts
- 2002–2003 – Ottawa 67’s
- 2003–2004 – Mississauga IceDogs
- 2004–2005 – Ottawa 67’s
- 2005–2006 – Peterborough Petes
- 2006–2007 – Sudbury Wolves
- 2007–2008 – Belleville Bulls
- 2008–2009 – Brampton Battalion
- 2009–2010 – Barrie Colts
- 2010–2011 – Mississauga St. Michael’s Majors
- 2011–2012 – Niagara IceDogs
- 2012–2013 – Barrie Colts
- 2013–2014 – North Bay Battalion
- 2014–2015 – Oshawa Generals
- 2015–2016 – Niagara IceDogs
- 2016–2017 – Mississauga Steelheads